# Lauzon (Vaucluse)
Pour les articles homonymes, voir Lauzon.
Le Lauzon est un cours d'eau français de Vaucluse et de la Drôme, dans les régions PACA et Auvergne-Rhône-Alpes, et affluent de l'Ouvèze à Vaison-la-Romaine donc sous-affluent du Rhône.

## Géographie
Le Lauzon prend source sur la commune de Puyméras au sud du Gros Moure (846 m), et à l'ouest du Grand Travers, à 740 m d'altitude.
Il coule globalement du nord-est vers le sud-est,. De 13,2 km de longueur, il conflue sur la commune de Vaison-la-Romaine, à 208 m d'altitude.

## Communes et cantons traversées
Sur les deux départements, le Lauzon traverse cinq communes et deux cantons :
- La Drôme :
  - Piégon (longe la limite sud-est après la source)
- Le Vaucluse :
  - dans le sens amont vers aval : Puyméras (source), Saint-Romain-en-Viennois, Saint-Marcellin-lès-Vaison, Vaison-la-Romaine confluence.

Soit en termes de cantons, le Lauzon prend source et conflue sur le même canton de Vaison-la-Romaine, en longeant le sud du canton de Nyons.

## Affluents
Le Lauzon a neuf affluents référencés
- le ravin de Rattechamp ou ruisseau de la Bessée (rg) (4,6 km) sur la seule commune de Puyméras[notes 1] avec un affluent :
  - le ruisseau de Brémonet (rd) (2,4 km) sur la seule commune de Puyméras[notes 1].
- le vallat Gours de Jacques (rg) (4,1 km) sur les deux communes de Puyméras et Saint-Romain-en-Viennois[notes 1].
- le ravin de Trameiller (rd) (2,5 km) sur la seule commune de Saint-Romain-en-Viennois[notes 1].
- le ravin de la Tuilière ou Vallat de l'Ayguette (rg) (3,1 km) sur les trois communes de Puyméras, Saint-Romain-en-Viennois et Faucon[notes 1] avec un affluent :
  - le ravin de Jau (rg) (1,2 km) sur les deux communes de Saint-Romain-en-Viennois et Faucon[notes 1].
- le ravin de Merdaillon (rg) (1,3 km) sur la seule commune de Saint-Romain-en-Viennois[notes 1].
- le ravin Champ-Long (rd) (1,2 km) sur la seule commune de Saint-Romain-en-Viennois[notes 1].
- le ravin de l'Homme Mort (rg) (1,1 km) sur la seule commune de Saint-Romain-en-Viennois[notes 1].
- le ravin de Férigoule (rg) (1,5 km) sur les deux communes de Saint-Romain-en-Viennois et Saint-Marcellin-lès-Vaison[notes 1].
- le ravin du Brusquet ou ravin des Crozes ou ravin de Poupera (rd) (3,9 km) sur les deux communes de Saint-Romain-en-Viennois et Vaison-la-Romaine[notes 1].

## Hydrologie
Le Lauzon traverse une seule zone hydrologique L'Ouvèze du Lauzon de Puymeras inclus au canal de Carpentras (V605) de 695 km2. Son rang de Strahler est de trois.
Le bassin versant a globalement la superficie des trois communes Puyméras, Saint-Romain-en-Viennois, Saint-Marcellin-lès-Vaison, soit 17 km2 environ.

## Tourisme - Aménagements et Écologie
Le château de Tauligan, sur la commune de Saint-Marcellin-lès-Vaison, est à moins de deux kilomètres de la confluence. L'état écologique de ce cours d'eau était qualifié de moyen en 2009. Les crues peuvent être torrentielles.

## Pollution à l'uranium

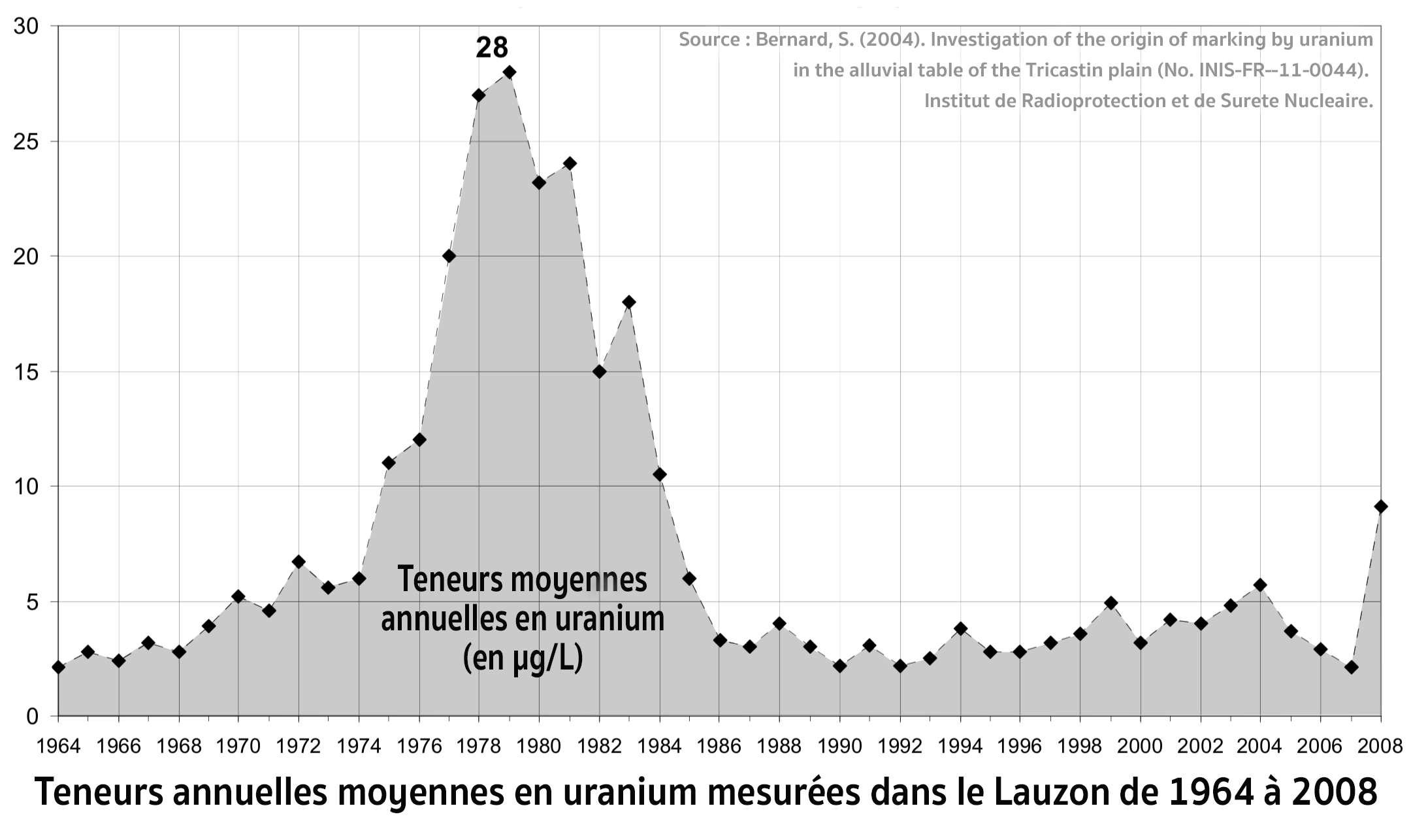
Graphique présentant l'évolution temporelle de la teneur de la rivière Lauzon en uranium, d'après données IRSN (2010).

De même que la Gaffière et la nappe attenante (à proximité du Tricastin et sous ce site), le Lauzon a été durant plusieurs années contaminé par de l'uranium dont l'origine n'a pu être établie avec certitude.

Selon l'IRSN, « les valeurs dans la rivière au niveau du site de COMURHEX ont dépassé 100 μg/L entre 1977 et 1980. Plus en aval, la pollution était progressivement diluée par les apports, soit de la nappe, soit des cours d'eau. La surveillance périodique exercée par le CEA (jusqu’en 1978), la COGEMA (1978 - 2001) puis par les filiales d’AREVA (depuis 2001) a permis d’établir une chronique des concentrations moyennes annuelles en uranium dans le Lauzon (en aval de la confluence de la Mayre-Girarde et de la Gaffière) au cours de la période 1964-2008. Dans le Lauzon, la concentration en uranium (moyenne annuelle) a continument dépassé 10 μg/L entre 1974 et 1984 avec un pic à 28 μg/L en 1979. En tenant compte d’un débit de la rivière de 1 700 m3/h (déterminé à partir des mesures de mars 2009), on peut estimer à environ 2 tonnes la quantité d'uranium ayant transité dans le Lauzon au cours de ces 10 années. La relation entre la pollution chronique du Lauzon au cours des années 1970-1980  et la pollution de la nappe sur le site de COMURHEX est étayée (...)  ».
À la suite de l'« incident SOCATRI » (fuite d'uranium survenu dans la nuit du 7 au 8 juillet 2008)  et à la demande du ministère chargé de la Santé, l’IRSN a conduit dès l’automne 2008 des analyses d’uranium dans la nappe autour du Site nucléaire du Tricastin, en proposant d'associer les ONG et les laboratoires environnementaux le souhaitant. L’ASN (Autorité de Sûreté Nucléaire) a sollicité AREVA pour poursuivre de manière plus détaillée une étude de 2007 en incluant notamment les mesures issues du plan de surveillance.
En septembre 2008, AREVA avec l’IRSN et les DDASS ont lancé une seconde étude visant à comprendre d'où venait l'excès d'uranium détecté dans la nappe du Tricastin. Un Groupe de suivi de cette étude (groupe ad hoc)  a été créé en février 2009 pour une étude en 2 phases avec :
1. un état de la connaissance du fonctionnement de la nappe alluviale du Tricastin, illustré par une cartographie des taux d'uranium de la nappe autour du site nucléaire du Tricastin[8] ;
2. l'analyse comparée de 3 hypothèses possibles (dont la crédibilité a été validée par l'IRSN en début d'étude et sur la base des résultats de la 1ère partie de l'étude) quant à l’origine des concentrations les plus élevées en uranium observées dans l’eau de nappe de la plaine du Tricastin : 
a)  l’hypothèse d’une origine en relation avec la géologie locale, 
b)  l’hypothèse d’une origine anthropique autre que celle liée au site nucléaire (ex : uranium provenant de cendres ou mâchefers de lignites autrefois brûlées à proximité, ou d'apports d'engrais phosphatés dont la teneur naturelle en uranium varie de 60 à 84 mg/kg... Hors du secteur Bollène-la-Croisière, l’étude n’a pas trouvé de possibilité de relation entre des activités industrielles présentes ou anciennes et les taux actuellement élevés d'uranium de la nappe, et rien ne plaide en faveur des hypothèses lignites et engrais), 
c)  l’hypothèse d’une origine liée au site nucléaire (depuis 1964 plusieurs accidents survenus au Tricastin ont conduit à des rejets d’uranium, qui ont touché la nappe phréatique sous-jacente)[8].

L'étude s'est déroulée en 2009-2010. L'uranium circulant environ 60 fois moins vite que l'eau dans ce sous-sol, selon l'IRSN cette pollution pourrait - pour une partie du site - être une séquelle d'accidents survenus en 1974-1984, ce qu’Areva dément alors. Pour l'autre partie du site, les teneurs inhabituellement hautes en uranium pourrait être d'origine naturelle.
En 2010, Antea a produit un rapport complémentaire de « détermination par modélisation hydrodynamique des transferts possibles dans la nappe alluviale au sud du site du Tricastin », et un rapport sur la recherche de formations uranifères dans le sous-sol du Tricastin.